# I Festival Mundial de la Juventud y los Estudiantes

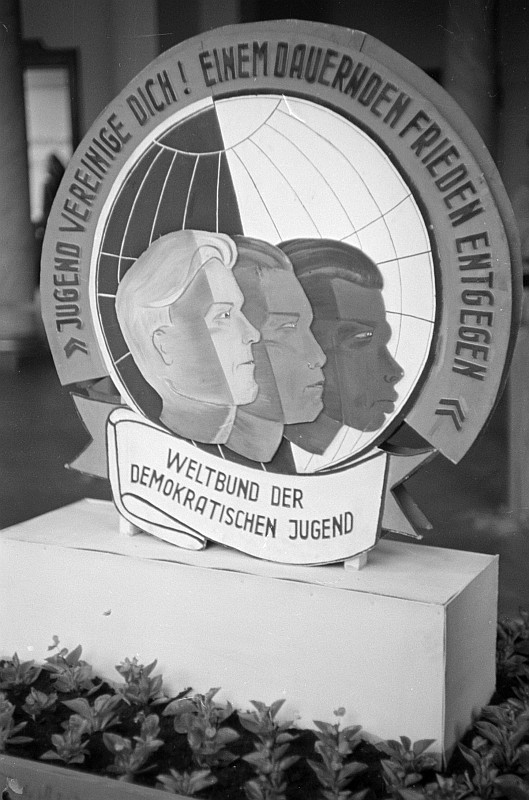

El I Festival Mundial de la Juventud y los Estudiantes tuvo lugar durante julio y agosto de 1947 en Praga, capital de la entonces República Socialista de Checoslovaquia. Organizada por la Federación Mundial de la Juventud Democrática (FMJD), la primera edición de su festival reunió a cerca de 17.000 jóvenes de 72 países bajo el lema "¡Juventud, únete en la lucha por una paz firme y duradera!". Recién tomaba forma la Guerra Fría y el presidente estadounidense Harry Truman había meses atrás delineado la doctrina que llevaba su nombre.
La ceremonia de apertura se realizó el 25 de julio en el Estadio Strahov de Praga. Fue izada la bandera azul con el emblema de la Federación Mundial de la Juventud Democrática y se oyó por primera vez el Himno de la Juventud Democrática, con música de Anatoli Novikov y letra de Lev Oshanin. El Festival duró casi cuatro semanas, convirtiéndose así en el más largo hasta el momento de los organizados por la FMJD.
Praga no fue elegida como sede por pura casualidad; la Federación Mundial de la Juventud Democrática buscaba recordar con su elección los sucesos de octubre y noviembre de 1939, cuando miles de jóvenes checos protagonizaron poderosas manifestaciones contra la ocupación por la Alemania nazi. Las manifestaciones provocaron una oleada de represión que llevó al cierre de todas las escuelas superiores, el arresto de más de 1850 estudiantes y el envío de 1200 de ellos a campos de concentración. También se buscaba honrar a las aldeas de Lídice y Ležáky, arrasadas como represalia por el asesinato del gobernador nazi Reinhard Heydrich, apodado el Carnicero de Praga.